# Weston Hills
Weston Hills är en by i Lincolnshire i England. Byn är belägen 59,7 km 
från Lincoln. Orten har 747 invånare (2016).